# Farmakás
Farmakás är en ort i Cypern.   Den ligger i distriktet Eparchía Lefkosías, i den centrala delen av landet, 40 km sydväst om huvudstaden Nicosia. Farmakás ligger 1 039 meter över havet och antalet invånare är 507. Den ligger på ön Cypern.
Terrängen runt Farmakás är kuperad. Trakten runt Farmakás är glesbefolkad, med 20 invånare per kvadratkilometer. Närmaste större samhälle är Klirou, 12,5 km norr om Farmakás. Trakten runt Farmakás är i huvudsak ett öppet busklandskap.